# Maximilian Eggestein
Maximilian Eggestein (Hannover, 8 de diciembre de 1996) es un futbolista alemán. Juega en la posición de centrocampista para el S. C. Friburgo de la 1. Bundesliga de Alemania. Ha sido internacional con la selección alemana en diversas categorías inferiores.

## Trayectoria

### Clubes
Es hijo de Karl Eggestein, quien durante la década de 1990 jugó en el T. S. V. Havelse, que se encontraba en la segunda división. Su hermano, Johannes, también es futbolista. Se formó en la cantera del Werder Bremen, y el 29 de noviembre de 2014 debutó con el primer equipo en una victoria por 4:0 sobre el S. C. Paderborn 07. No obstante, no fue sino hasta mediados de la temporada 2016-17 que se asentó en el equipo. La siguiente temporada, con la llegada de Florian Kohfeldt como entrenador, se convirtió en titular indiscutible y su promedio goleador aumentó. El 10 de abril de 2019 extendió su contrato con el club, permaneciendo en él diez años hasta su marcha en agosto de 2021 al S. C. Friburgo.

### Selección nacional
Con la selección alemana sub-20, Eggestein jugó seis partidos, mientras que con la sub-21 se convirtió en una pieza clave en la clasificación a la Eurocopa Sub-21 de 2019. Debido sus actuaciones, se lo comenzó a ver como un posible reemplazante de Toni Kroos. El 15 de marzo de 2019 fue convocado por primera vez a la selección absoluta para los partidos ante Serbia y Países Bajos. Ese año, fue seleccionado entre los jugadores a disputar la Eurocopa Sub-21, en la que obtuvo el subcampeonato.

#### Participaciones en Eurocopas
| Torneo                  | Sede                | Resultado  |
| ----------------------- | ------------------- | ---------- |
| Eurocopa Sub-21 de 2019 | Italia y San Marino | Subcampeón |

## Estadísticas

### Clubes
Actualizado al último partido disputado el 21 de mayo de 2022.
| Werder Bremen II · Alemania            | 2014-15             | 34  | 4  | 5  | 0  | 0 | 0 | 0 | 0 | 0   | 34  | 4  | 5  |
| Werder Bremen II · Alemania            | 2015-16             | 9   | 1  | 0  | 0  | 0 | 0 | 0 | 0 | 0   | 9   | 1  | 0  |
| Werder Bremen II · Alemania            | 2016-17             | 13  | 2  | 0  | 0  | 0 | 0 | 0 | 0 | 0   | 13  | 2  | 0  |
| Werder Bremen II · Alemania            | Total               | 56  | 7  | 5  | 0  | 0 | 0 | 0 | 0 | 0   | 56  | 7  | 5  |
| Werder Bremen · Alemania               |                     |     |    |    |    |   |   |   |   |     |     |    |    |
| 2014-15                                | 2                   | 0   | 0  | 0  | 0  | 0 | 0 | 0 | 0 | 2   | 0   | 0  |    |
| 2015-16                                | 7                   | 0   | 0  | 1  | 0  | 0 | 0 | 0 | 0 | 8   | 0   | 0  |    |
| 2016-17                                | 15                  | 1   | 0  | 0  | 0  | 0 | 0 | 0 | 0 | 15  | 1   | 0  |    |
| 2017-18                                | 33                  | 2   | 4  | 4  | 1  | 0 | 0 | 0 | 0 | 37  | 3   | 4  |    |
| 2018-19                                | 34                  | 5   | 5  | 5  | 1  | 2 | 0 | 0 | 0 | 39  | 6   | 7  |    |
| 2019-20                                | 34                  | 1   | 3  | 4  | 0  | 1 | 0 | 0 | 0 | 38  | 1   | 4  |    |
| 2020-21                                | 33                  | 2   | 5  | 5  | 0  | 1 | 0 | 0 | 0 | 38  | 2   | 6  |    |
| 2021-22                                | 3                   | 1   | 0  | 1  | 0  | 0 | 0 | 0 | 0 | 4   | 1   | 0  |    |
| Total                                  | 161                 | 12  | 17 | 20 | 2  | 4 | 0 | 0 | 0 | 181 | 14  | 21 |    |
| SC Friburgo · Alemania                 |                     |     |    |    |    |   |   |   |   |     |     |    |    |
| 2021-22                                | 31                  | 1   | 2  | 4  | 1  | 0 | 0 | 0 | 0 | 35  | 2   | 2  |    |
| Total                                  | 192                 | 13  | 19 | 24 | 3  | 4 | 0 | 0 | 0 | 216 | 16  | 23 |    |
| Total en su carrera                    | Total en su carrera | 248 | 20 | 24 | 24 | 3 | 4 | 0 | 0 | 0   | 272 | 23 | 28 |
| (1) Incluye datos de Copa de Alemania. |                     |     |    |    |    |   |   |   |   |     |     |    |    |

### Selección nacional
La siguiente tabla detalla los encuentros disputados y los goles marcados por Eggestein con la selección alemana.
| Sub-20 · Alemania                                                                                            | 2015  | 2 | 0 | 0 | - | - | - | 4 | 1 | 0 | 6  | 1 | 0 |
| Sub-20 · Alemania                                                                                            | Total | 2 | 0 | 0 | 0 | 0 | 0 | 4 | 1 | 0 | 6  | 1 | 0 |
| Sub-21 · Alemania                                                                                            | 2017  | 1 | 0 | 0 | 3 | 1 | 0 | - | - | - | 4  | 1 | 0 |
| Sub-21 · Alemania                                                                                            | 2018  | 3 | 0 | 1 | 4 | 0 | 3 | - | - | - | 7  | 0 | 4 |
| Sub-21 · Alemania                                                                                            | 2019  | 0 | 0 | 0 | - | - | - | 5 | 0 | 1 | 5  | 0 | 1 |
| Sub-21 · Alemania                                                                                            | Total | 4 | 0 | 1 | 7 | 1 | 3 | 5 | 0 | 1 | 16 | 1 | 5 |
| Absoluta · Alemania                                                                                          | 2019  | 0 | 0 | 0 | 0 | 0 | 0 | - | - | - | 0  | 0 | 0 |
| Absoluta · Alemania                                                                                          | Total | 0 | 0 | 0 | 0 | 0 | 0 | 0 | 0 | 0 | 0  | 0 | 0 |
| Total | Total | 6 | 0 | 1 | 7 | 1 | 3 | 9 | 1 | 1 | 22 | 2 | 5 |
| (1) Incluye datos de clasificación europea y mundialista. (1) Incluye datos de Liga Élite y Eurocopa Sub-21. |       |   |   |   |   |   |   |   |   |   |    |   |   |

### Resumen estadístico
| Competición           | Partidos | Goles | Asistencias | Promedio |
| --------------------- | -------- | ----- | ----------- | -------- |
| Liga                  | 156      | 15    | 15          | 0,09     |
| Copas nacionales      | 12       | 2     | 3           | 0,16     |
| Copas internacionales | 0        | 0     | 0           | 0,00     |
| Selección de Alemania | 0        | 0     | 0           | 0,00     |
| Selecciones juveniles | 22       | 2     | 5           | 0,09     |
| Total                 | 190      | 19    | 23          | 0,10     |